# Seis días de Buffalo
Los Seis días de Buffalo fue una carrera de ciclismo en pista, de la modalidad de seis días, que se disputaba a Buffalo (Estados Unidos). Su primera edición data del 1910 y duró hasta 1948.

## Palmarés
| Año       | Ganadores                          | Segundos                           | Terceros                       |
| --------- | ---------------------------------- | ---------------------------------- | ------------------------------ |
| 1910      | Peter Drobach Alfred Hill          | Walter De Mara Charles Stein       | John Bedell Menus Bedell       |
| 1911      | Ernie Pye Jackie Clark             | Paddy Hehir Alfred Goullet         | Iver Lawson Eddy Root          |
| 1912      | edición no realizada               |                                    |                                |
| 1913      | Peter Drobach Paddy Hehir          | Worth Mitten Gordon Walker         | George Cameron Iver Lawson     |
| 1914      | edición no realizada               |                                    |                                |
| 1915      | Francesco Verri Reginald McNamara  | Clarence Carman Frank Corry        | George Cameron Harry Kaiser    |
| 1916-1933 | ediciones no realizadas            |                                    |                                |
| 1934 (1)  | Fred Ottevaire William Peden       | Tino Reboli Reginald McNamara      | Fred Spencer Charles Winter    |
| 1934 (2)  | Gerard Debaets Alfred Letourneur   | Willie Grimm Norman Hill           | Franz Duelberg Ewald Wissel    |
| 1935 (1)  | Franco Giorgetti Alfred Letourneur | Tino Reboli Robert Thomas          | Willie Grimm Avanti Martinetti |
| 1935 (2)  | Louis Cohen Dave Lands             | Jerry Rodman Robert Thomas         | Willie Grimm Charly Ritter     |
| 1936      | edición no realizada               |                                    |                                |
| 1937 (1)  | Doug Peden William Peden           | Tino Reboli Charly Yaccino         | Russell Allen Henry O'Brien    |
| 1937 (2)  | Gustav Kilian Heinz Vopel          | Albert Crossley Jimmy Walthour     | Tino Reboli Gerard Debaets     |
| 1938 (1)  | Omer De Bruycker Alfred Letourneur | Doug Peden William Peden           | Tino Reboli Henry O'Brien      |
| 1938 (2)  | Gustav Kilian Robert Thomas        | Douglas Peden William Peden        | Albert Crossley Jimmy Walthour |
| 1939      | Gustav Kilian Cecil Yates          | Heinz Vopel Henry O'Brien          | Albert Crossley Jimmy Walthour |
| 1940      | Heinz Vopel Cecil Yates            | Doug Peden William Peden           | Gustav Kilian Henry O'Brien    |
| 1941      | Heinz Vopel Gustav Kilian          | Angelo De Bacco Cesare Moretti Jr. | Jules Audy René Cyr            |
| 1942-1947 | ediciones no realizadas            |                                    |                                |
| 1948      | René Cyr Cesare Moretti Jr.        | Walter Diggelmann Henri Surbatis   | Francis Grauss André Pousse    |